# 三亚港
三亚港位于海南省三亚市三亚湾内及崖州区，为三亚市的民用港口，其分为凤凰岛邮轮港、南山货运港、崖州中心渔港三个港区。2014年共完成货运吞吐量153.6万吨。

## 历史
三亚港古称“临川港”，始建于隋朝，因临川地区盛产石蟹及盐，常有商贾来此经商，因此形成港口与市集。宋元时期临川港成为琼岛南部重要通商港口，可通达至阿拉伯半岛，自沙特，波斯等地来的阿拉伯人在此居住并与当地居民通婚，他们的后代居民即今三亚土生回族人。
清雍正六年(1728年)，临川港易名为三亚港。光绪三十一年(1905年)设盐商会馆，用于销售运输三亚出产盐。1914年开辟固定航线。
1939年日军占领三亚，并于1942年在榆林地区修建一座113米长的浅水码头和仓库，作为军用码头使用。其华南舰队驻地设在三亚港，东南亚舰队亦需在此地进行补给休整。并计划将榆林三亚两港打通，建设为大型舰队母港。后因1945年日本投降而搁浅，后民国政府将港口资产变卖，港口几乎搁置。
1950年5月，人民解放军进驻海南岛，着手进行港口修复工作。1953年三亚港为商业港口，榆林港则作为军用港口使用，归中华人民共和国海军管辖。
1958年归广东省海南航运局管辖。1966年初建1个1500吨级泊位，并改称为三亚港务局。1975年新建2个5000吨级泊位，1980年投产。
1984年归属交通部海南港务管理局领导，同年交通部批准三亚港为一类开放口岸，并开通三亚—广州、三亚—汕头、三亚—香港定班客运航线。
1990年三亚港拥有生产码头泊位5个，其中5000吨级泊位2个，千吨级泊位3个，均为杂货泊位。仓库共计12座，并有一条铁路专用线接入港口。职工1450人，拥有起重机24台。同年货物吞吐量37.1万吨，旅客吞吐量1.5万人次。1994年成立三亚港务集团，后又改回三亚港务局名称。而港口周围拥有露天歌舞厅、餐馆、旅店，溜冰场等商业及娱乐设施，为当时三亚最为繁华的地方。
2005年三亚市政府启动“三港分离”计划，渔港分流至崖州，客运港分流至凤凰岛国际邮轮港，货运港分流至南山港。并于次年正式开工。2016年，随着三亚渔港正式搬迁至崖州，标志着三港分离计划圆满完成。2017年三亚市政府正式启动三亚港老港区棚改工作。

## 港口设施
三亚港区现有码头泊位11座，最大靠泊能力11.5万吨，其中凤凰岛客运码头2座，港务局专用码头1座，其余为企业自建专用码头。
南山港区拥有5000吨级泊位2座，另有石油专用码头1座。
崖州中心渔港为渔业码头，主要承担南海远海捕捞作业保障等功能。另有造船厂一座，可制造100吨级渔船。
全港共有装卸机械37台，其中起重机13台。另建有14座仓库，总面积15000平方米。